# Goethit

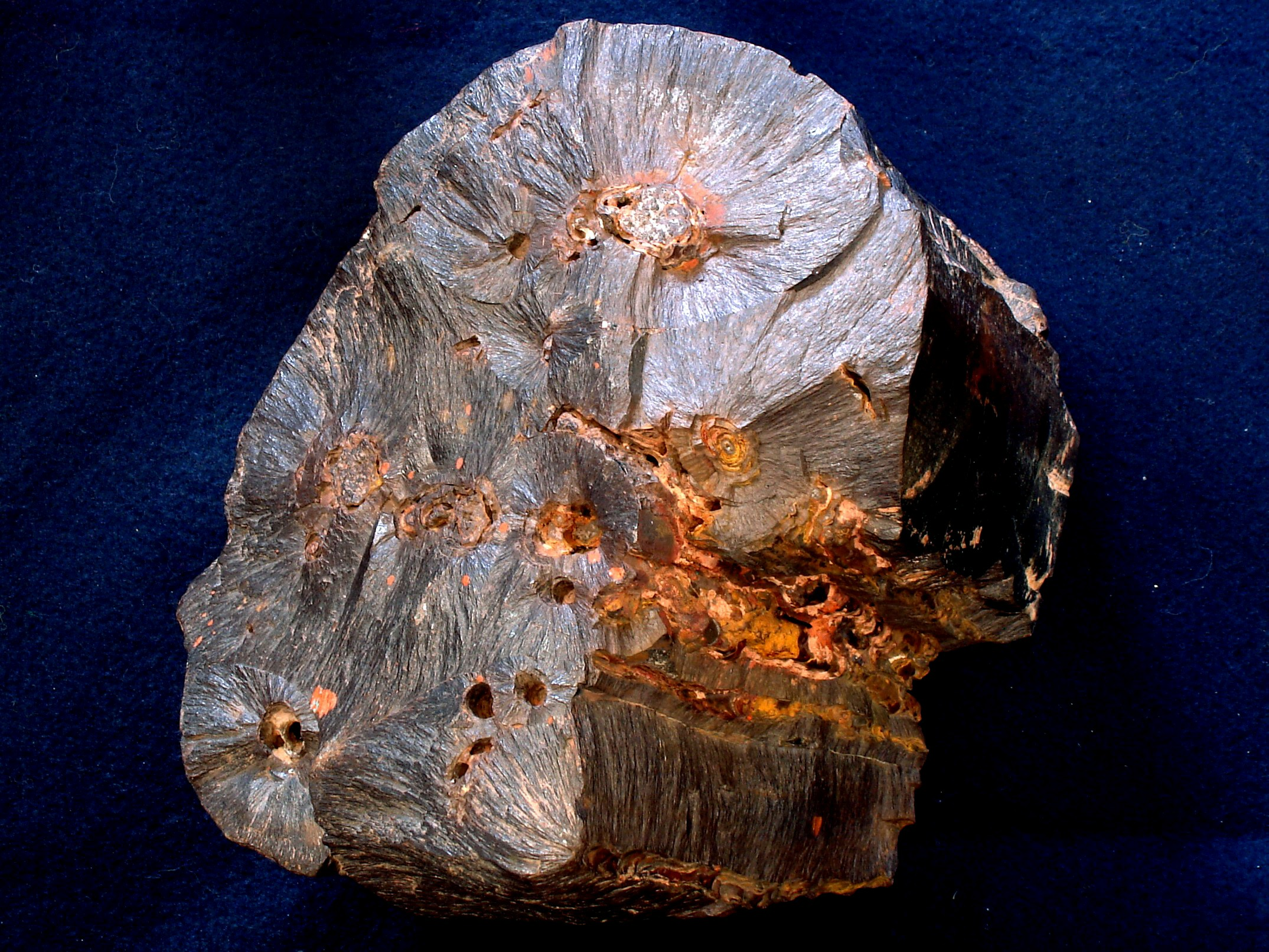
Goethit gumós tűs szerkezetben.

A goethit (bársonyvasérc, tűzvasérc) vashidroxid ásvány, az OH-tartalmú oxidok egyike. Gyakori, vastartalmú hidroxidásvány. Megnyúlt tűszerű vagy rostos kristályhalmazokban, rombos rendszerben kristályosodik. Gumós halmazokban is megtalálható. Nevét Johann Wolfgang von Goethe német polihisztorról kapta.

## Kémiai és fizikai tulajdonságai
- Képlete: FeOOH,
- Szimmetriája: a rombos rendszernek megfelelően szimmetriacentrummal, szimmetriasíkokkal és tengelyekkel rendelkezik.
- Sűrűsége: 4,0-4,5  g/cm³.
- Keménysége: 5,0 – 5,5 (a Mohs-féle keménységi skála szerint).
- Hasadása: jól hasítható, de a kis méretek miatt nehezen észlelhető.
- Színe: sárga, rozsdabarna, barnás fekete.
- Fénye: félig fémes vagy gyémántfényű.
- Átlátszósága: átlátszatlan.
- Pora:  fekete, fénylő.
- Elméleti vastartalma:  90%.Fe2O3,vagyis vastartalom: 50%.

## Keletkezése
Másodlagosan elsősorban mállással keletkezik. Az érctelepek jellemző rozsdabarna fedőkőzete az úgynevezett vaskalap főleg limonitból áll, de gyakran tartalmaz goethitet. Az oxidációs zónában érctelepeket alkothat.

## Előfordulása

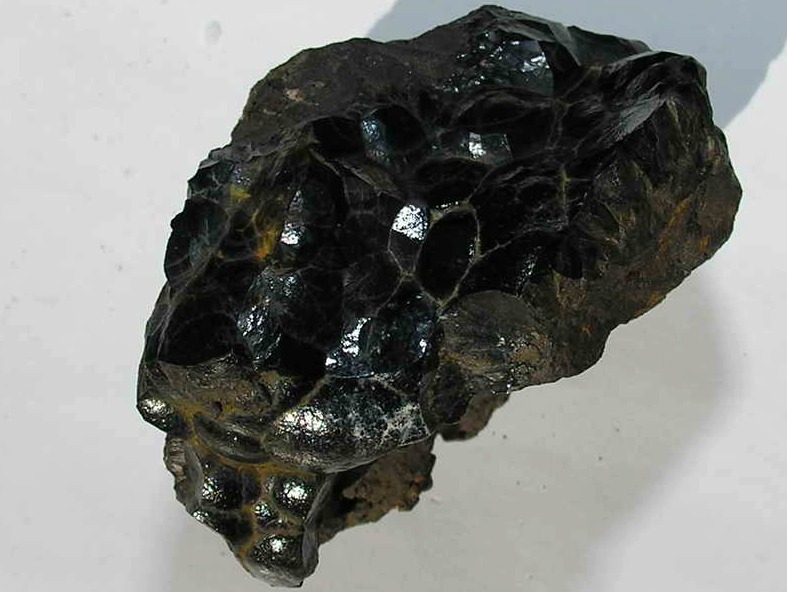
Tömör goethit.

Gyakran előforduló ásványfajta, főként kísérő ásványként. Telepszerű előfordulásai találhatók Csehországban Pribram vidékén. Románia területén Sasca Montana (Szászkabánya) bányáiban. Svájcban, Görögországban Naxos közelében, Olaszország területén Foggia környékén. A franciaországi bauxit előfordulások gyakori kísérő ásványa. Oroszországban az Ural-hegységben Mramorszkoj városnál. Az Amerikai Egyesült Államokban Massachusetts szövetségi államban. Kanada területén is gyakori. 

### Magyarországon
Rudabányán egy időben nagyobb mennyiségben bányászták. A Bakonyban több  helyen: Eplényben, Úrkúton fordul elő. A budai hegyvidéken több helyen megtalálható a porló, elszíneződött dolomitokban. Pécsett, a Zengő térségében, Telkibányán Mád környékén is előfordul. A Velencei-hegységben több előfordulása ismert ércesedések peremén. A hazai bauxit-előfordulások mindegyikében megtalálható.

## Rokon ásványfajok
- hematit
- limonit
- manganit